# Natalja Smirnická
Natalja Smirnická (rusky Ната́лья Васи́льевна Смирни́цкая; 8. září 1927 Vladikavkaz – 7. ledna 2004 Petrohrad) byla sovětská atletka, mistryně Evropy v hodu oštěpem z roku 1950.
V roce 1950 se stala mistryní Evropy v hodu oštěpem. Dvakrát vytvořila světový rekord v této disciplíně – nejlépe výkonem 53,41 m v roce 1949.
Zemřela v Petrohradu 7. ledna 2004, byla pohřbena na Serafimovském hřbitově.